# Immolació

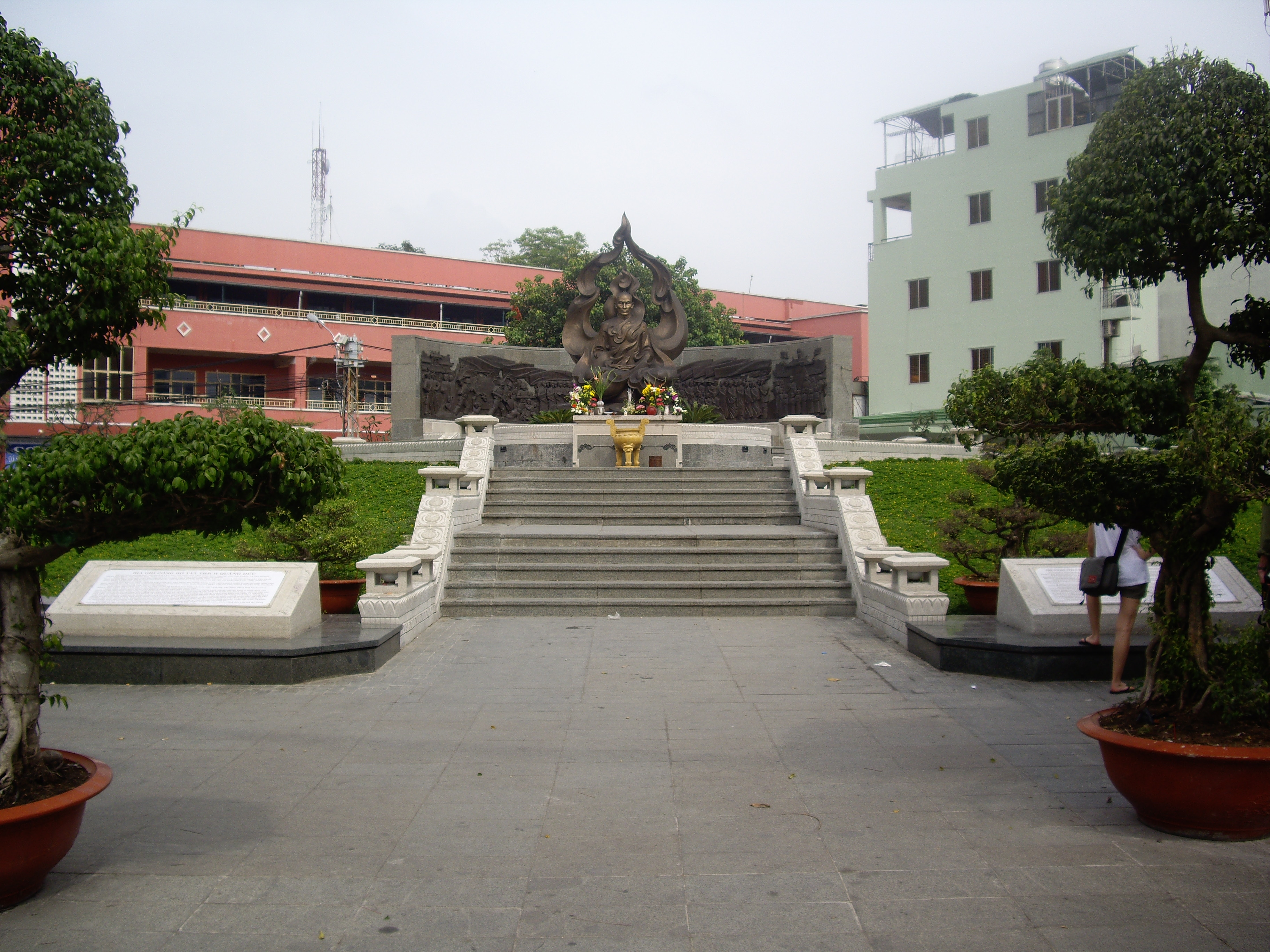
Carrer de Saigon, on l'11 de juny del 1963 Thích Quảng Đức es va immolar

La immolació (del llatí immolare) és l'acció de sacrificar la vida o els béns en favor d'algú o d'una causa. Compta amb segles de tradició en algunes cultures, tot i que en els temps moderns s'ha convertit en un tipus de protesta política radical.
Al llarg del segle XX i XXI s'ha estès com a forma de protesta política al Tibet, al món àrab i a Europa, com per exemple a la dècada de 1960 amb motiu de la Guerra del Vietnam o la Primavera de Praga. Aquesta forma protesta, normalment de caràcter polític, també es coneix com a «crema a l'estil bonze», l'origen del qual rau en l'onada de suïcidis de monjos budistes, anomenats en francès bonze, que es van produir a principis de la dècada de 1960 com a protesta contra el règim del Vietnam del Sud. El primer va ser Thích Quảng Đức, un monjo budista vietnamita que es va suïcidar cremant viu l'11 de juny de 1963 a una zona molt concorreguda de Saigon.
Thích Quảng Đức protestava contra l'opressió als vietnamites soferta a mans del dictador Ngô Đình Diệm. El monjo es va mantenir completament immòbil mentre es consumia per les flames, sense emetre cap mena de senyal que advertís del seu dolor. Després de la seva mort, i d'acord amb la tradició, la comunitat va incinerar les seves restes, però el seu cor es va mantenir intacte, sense cremar-se.
Al Budisme es porta practicant la immolació d'un mateix calant-se foc des del segle V després de Crist a Vietnam i entre els budistes xinesos mahayana.